# Autoroutes du Vietnam

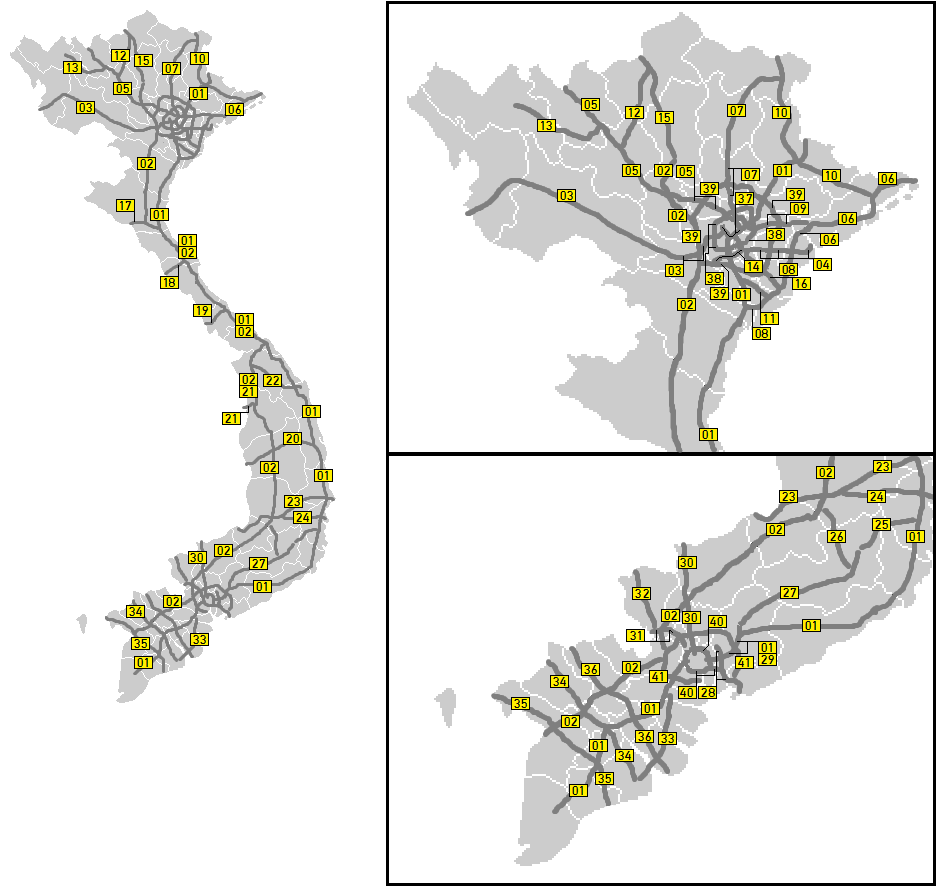
Carte du réseau autoroutier du Viêt Nam, avec les codes des autoroutes.

Le réseau autoroutier du Viet Nam est un ensemble d'autoroutes s'étendant du nord au sud du Vietnam.

## Histoire
La construction du réseau autoroutier a commencé au début du XXIe siècle, le système autoroutier du Vietnam se compose d'autoroutes s'étendant du nord au sud.
Les premières autoroutes sont entrées en fonction au milieu des années 2000.
Les projets prévoient 7 000 km d'autoroutes en 2030.

## Liste des autoroutes
| Code | Nom                                      | longueur (km) | Réf.  |
| ---- | ---------------------------------------- | ------------- | ----- |
|      | Autoroute Nord-Sud par l'Est             | 1 811         | [ 3 ] |
|      | Autoroute Nord-Sud par l'Ouest           | 1 269         | [ 3 ] |
|      | Autoroute Hanoï-Lang Son                 | 130           | [ 4 ] |
|      | Autoroute Hanoï-Haïphong                 | 106           | [ 3 ] |
|      | Autoroute Nội Bài–Lào Cai                | 265           | [ 3 ] |
|      | Autoroute Noi Bai–Ha Long-Mong Cai       | 304           | [ 3 ] |
|      | Autoroute Hanoï–Thai Nguyen              | 69            | [ 3 ] |
|      | Autoroute Hanoï–Hoa Binh                 | 56            | [ 3 ] |
|      | Autoroute Ninh Binh–Hai Phong–Quang Ninh | 160           | [ 3 ] |
|      | Autoroute Hong Linh-Huong Son            | 170           | [ 1 ] |
|      | Autoroute Cam Lo–Lao Bao                 | 215           | [ 1 ] |
|      | Autoroute Quy Nhon-Pleiku                | 235           | [ 1 ] |
|      | Autoroute Bien Hoa-Vung Tau              | 76            | [ 3 ] |
|      | Autoroute Dau Giay-Dalat                 | 220           | [ 4 ] |
|      | Autoroute Thu Dau Mot–Chon Thanh         | 58            | [ 1 ] |
|      | Autoroute Hô-Chi-Minh-Ville–Moc Bai      | 50            | [ 1 ] |
|      | Autoroute Chau Doc-Can Tho-Soc Trang     | 92            | [ 1 ] |
|      | Autoroute Ha Tien–Rach Gia–Bac Lieu      | 225           | [ 5 ] |
|      | Autoroute Can Tho–Ca Mau                 | 150           | [ 4 ] |
|      | Rocade 3 d'Hanoï                         | 65            | [ 3 ] |
|      | Rocade 4 d'Hanoï (vi)                    | 137           | [ 3 ] |
|      | Rocade 3 d'Hô Chi Minh-Ville (vi)        | 98            | [ 3 ] |
|      | Total                                    | 5 961         |       |